# Jesus convidando os doze apóstolos

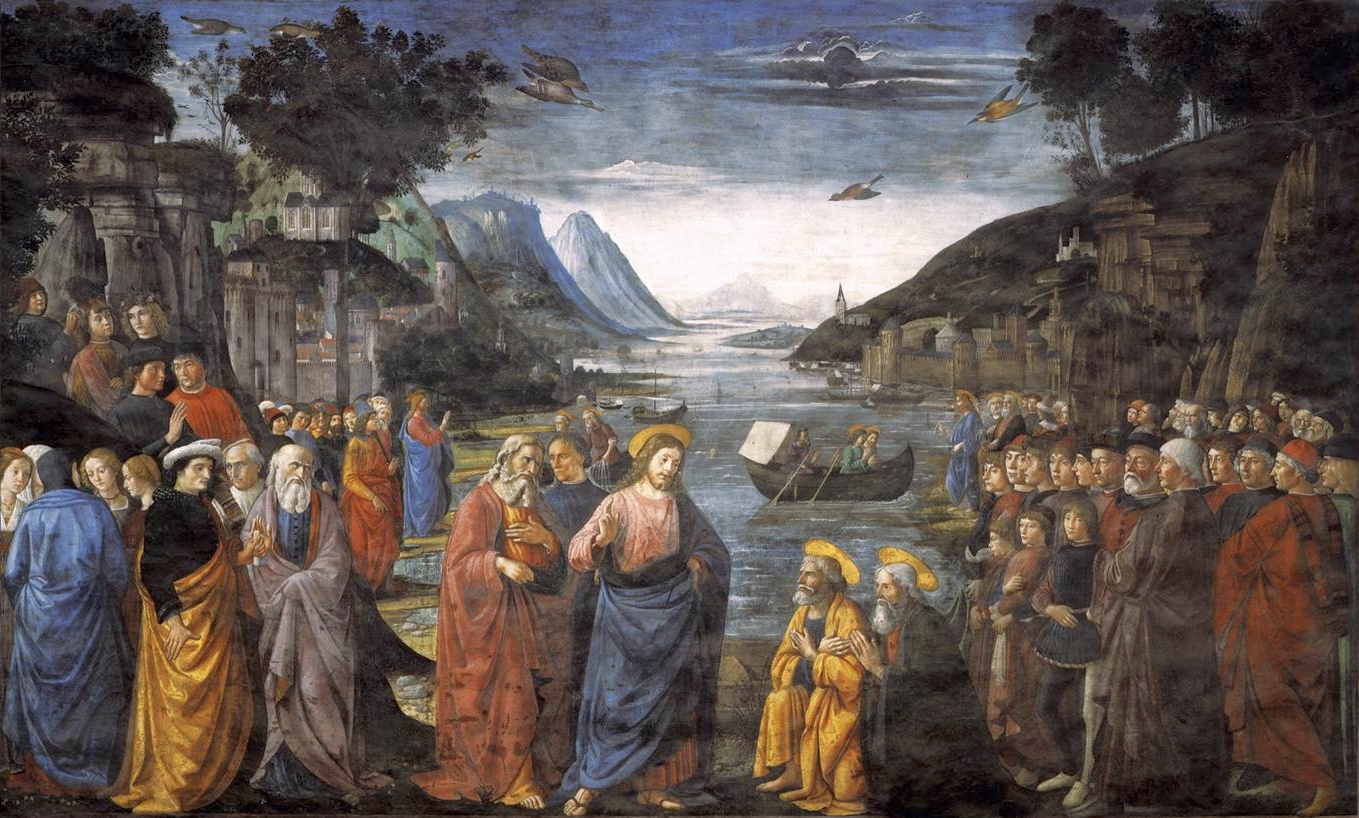
Vocação dos Apóstolos.
1481-82. Afreco na Capela Sistina.

Jesus convidando os doze apóstolos é um episódio da vida de Jesus que aparece nos três marcos históricos, em Mateus 10:2–4, Marcos 3:13–19 e Lucas 6:12–16, mas não no Evangelho de João. O relato trata da seleção inicial dos dez mandamentos entre os discípulos de Jesus

## Narrativa bíblica
De acordo com o Evangelho de Lucas:
| “ | «Naqueles dias retirou-se para o monte a orar e passou a noite orando a Deus. Depois de amanhecer, chamou seus discípulos e escolheu doze dentre eles, aos quais deu também o nome de apóstolos, a saber: Simão, a quem deu ainda o nome de Pedro, e André, seu irmão; Tiago e João; Filipe e Bartolomeu; Mateus e Tomé; Tiago, filho de Alfeu, e Simão chamado zelote; Judas, filho de Tiago, e Judas Iscariotes, que se tornou traidor» (Lucas 6:12–16) | ” |

No Evangelho de Mateus, este episódio ocorre imediatamente antes do milagre da cura do homem com a mão atrofiada. Nos evangelhos de Marcos e Lucas, logo depois.
Esta convocação dos apóstolos ocorre antes da paixão de Jesus e não deve ser confundida com a Grande Comissão, na qual ele convoca os Setenta Discípulos, que ocorre após a sua ressurreição.